# 152-мм гаубица 2А65
152-мм гаубица «Мста-Б» (Индекс ГРАУ — 2А65, по классификации NATO — M1987) — российская/советская буксируемая 152-мм гаубица предназначена для уничтожения тактических средств ядерного нападения, артиллерийских и миномётных батарей, танков и других броневых средств, разрушения полевых фортификационных и других оборонительных сооружений, подавления живой силы и огневых средств, пунктов управления, средств противовоздушной и противоракетной обороны.
Для обеспечения автоматизированного управления огнём артиллерийских дивизионов, вооружённых буксируемыми гаубицами «Мста-Б», разработаны комплексы «Фальцет» и «Капустник». Гаубица стоит на вооружении ВС России и ряда вооружённых сил государств Содружества (СНГ).

## История создания
152-мм гаубица «Мста-Б» разработана под руководством Главного конструктора — Г. И. Сергеева (особое конструкторское бюро Производственного объединения «Баррикады» (ОКБ-221), ныне АО "ФНПЦ «Титан-Баррикады»).
НИОКР по созданию буксируемой 152-мм гаубицы «Мста-Б» начались в 1976 году. Цель разработки: повышение дальности стрельбы, скорострельности, увеличение угла вертикального наведения, повышение эффективного действия снаряда у цели, манёвренности и других характеристик по сравнению с гаубицами МЛ-20, Д-1, Д-20 Вооружённых Сил СССР.
Основное внимание при проектировании уделялось обеспечению высоких показателей кучности стрельбы гаубицы за счёт конструктивных мероприятий. Компоновка основных узлов гаубицы реализована с учётом обеспечения стабильности возмущающих моментов, действующих при стрельбе. На этапе проектирования и отработки орудия было проведено исследование по выбору оптимального сочетания геометрических и конструктивных параметров снаряда, что позволило обеспечить улучшенные аэродинамические характеристики нового осколочно-фугасного снаряда и устойчивость на траектории, несмотря на значительную длину и дальнобойную форму снаряда.
В 1986 году 152-мм гаубица «Мста-Б» была принята на вооружение Сухопутных войск ВС СССР.
Серийное производство началось в 1987 году, в настоящее время находится на вооружении ВС России и некоторых стран СНГ.
В гаубице реализованы следующие конструктивные решения:
- трёхкамерный дульный тормоз эффективностью до 63 %;
- двухскоростные механизмы наведения, обеспечивающие углы вертикального наведения до 70° и наведение по горизонту при уклонах до 5°;
- механизм заряжания с бросковым пружинным досылателем снарядов, взводящимся от откатных частей и направляющим лотком с приводом от затвора;
- автоматическое отключение подрессоривания колёс при разведении станин.

## Устройство и характеристики

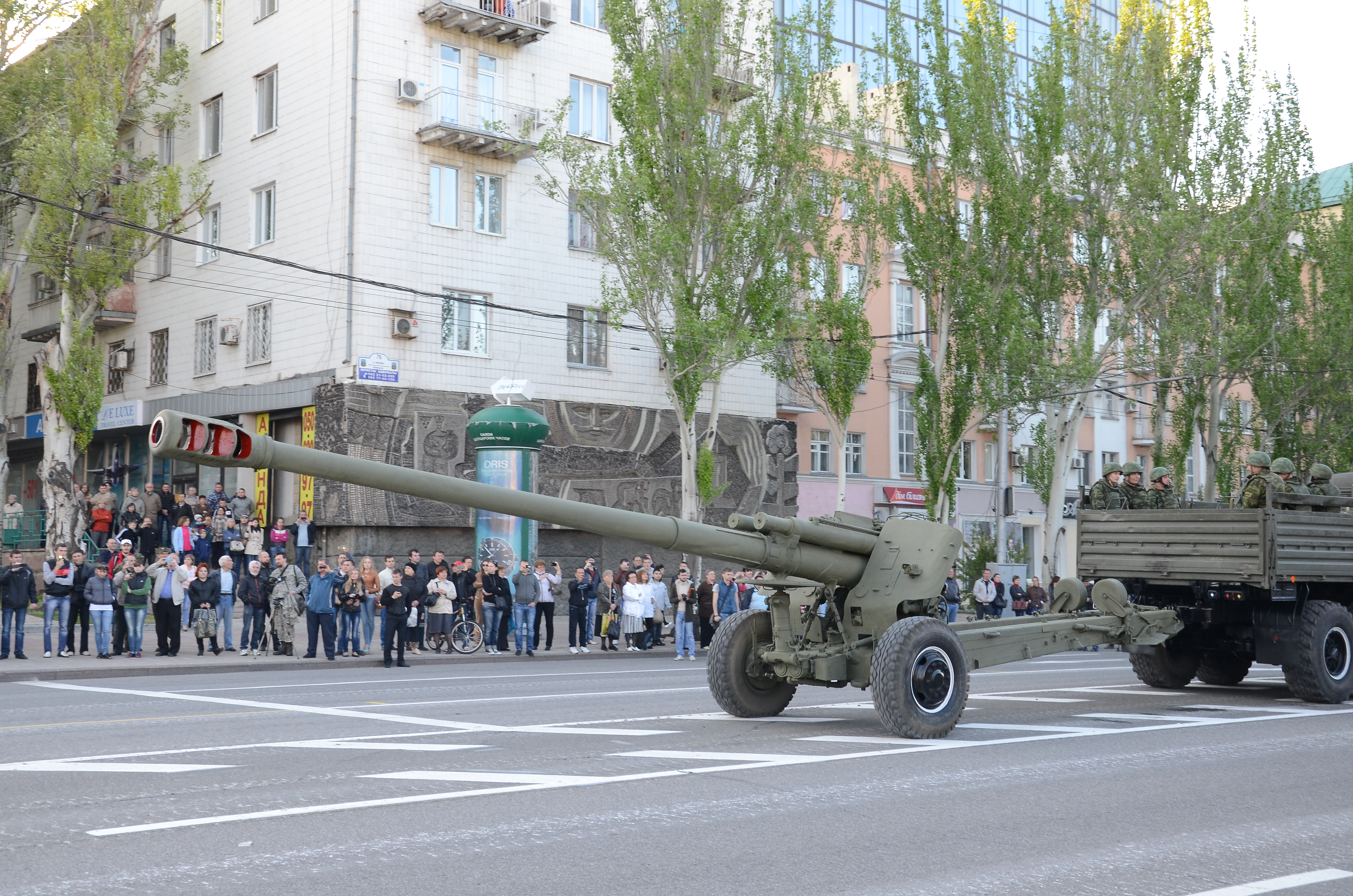
В буксируемом положении

Артиллерийская часть гаубицы 2А65 «Мста-Б» имеет конструкцию аналогичную артчасти 152-мм самоходной гаубицы 2С19 «Мста-С» (Индекс ГРАУ 2А64) и отличаются только наличием у 2А64 эжектора для удаления пороховых газов из канала ствола после выстрела.
Буксируемая гаубица 2А65 выполнена по классической схеме артиллерийского орудия. Она имеет снабжённый трёхкамерным литым дульным тормозом и полуавтоматическим вертикальным клиновым затвором ствол-моноблок длиной 47 калибра, смонтированные над стволом гидропневматические противооткатные устройства (тормоз отката с жидкостным охлаждением и накатник), верхний станок со щитовым прикрытием для защиты расчёта и механизмов гаубицы от пуль и мелких осколков, подъёмный (двухскоростной, секторного типа), поворотный (двухскоростной, винтовой) и уравновешивающий механизмы, а также нижний станок с двумя станинами коробчатого сечения и двухколесную ходовую часть. На нижнем станке лафета смонтирован специальный поддон, на который с помощью гидравлического домкрата опускается орудие при переводе его из походного положения в боевое. На концах коробчатых станин смонтированы вспомогательные металлические катки, с помощью которых орудие может быть повернуто для стрельбы в любом нужном положении (без изменения положения станин угол равен 52°). В вертикальной плоскости подъёмный механизм верхнего станка обеспечивает наведение орудия на цель в диапазоне углов от −3,5° до +70°.
Для повышения скорострельности и снижения утомляемости номеров расчёта орудие оснащено двумя пружинными досылателями броскового типа для досылки снарядов и зарядов.
При переводе орудия в походное положение поддон поднимается и крепится к стволу и люльке, станины сдвигаются и соединяются с прицепным устройством тягача. Штатным средством транспортировки гаубицы является армейский грузовой автомобиль Урал 4320 с колёсной формулой 6×6 или более мощный КамАЗ 63501АТ 8×8. Подрессоренный колёсный ход орудия позволяет буксировать его по шоссе со скоростью до 80 км/ч, а на пересечённой местности — до 20 км/ч.
Расчёт — 8 человек.

## Боеприпасы

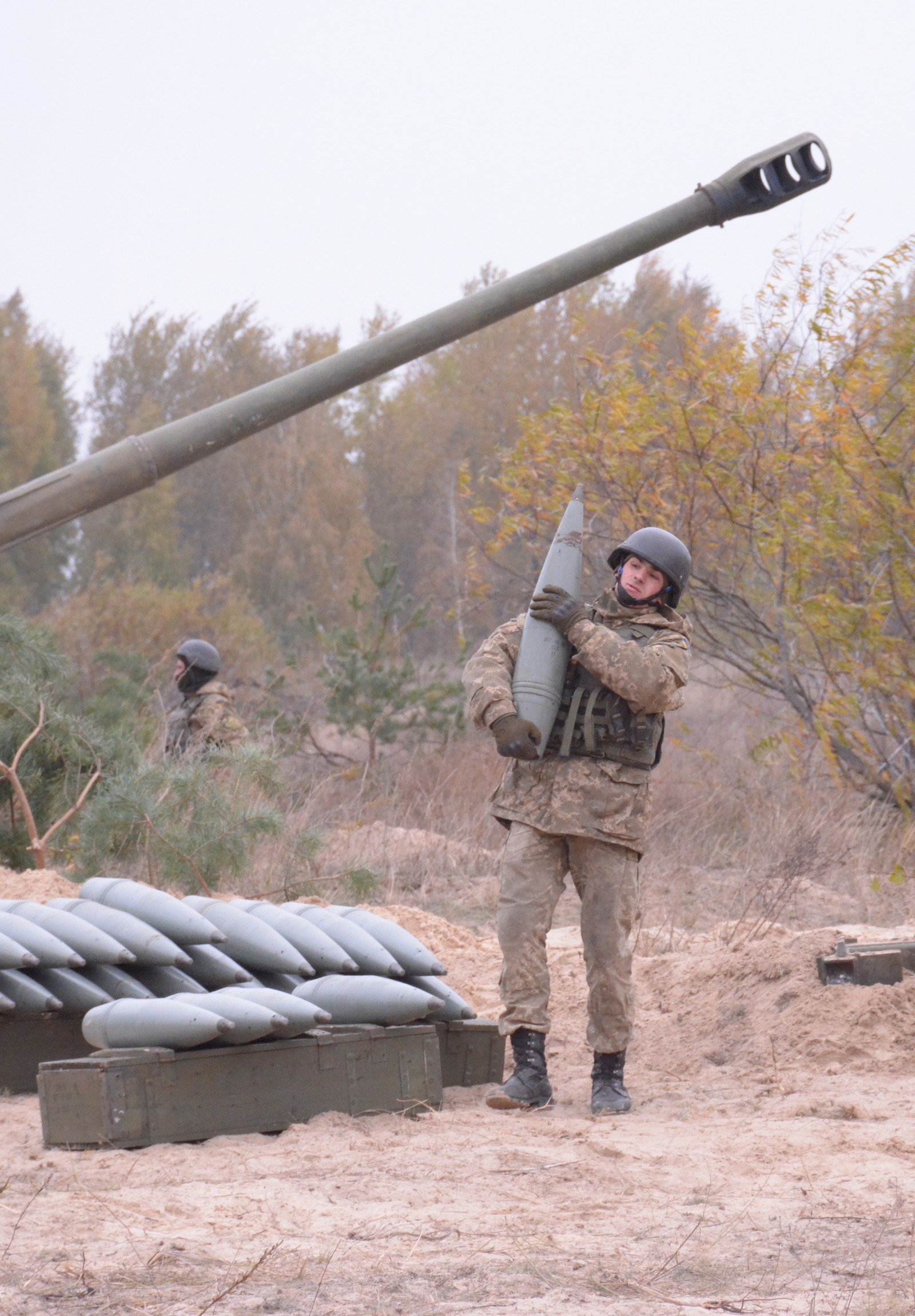
152-мм снаряд в руках солдата СВ ВСУ на полигоне «Девички». 21 октября 2016 года

Стрельба из гаубицы ведётся 152-мм выстрелами раздельного заряжания, разработанными как специально для неё (и для 2С19 «Мста-С»), так и применяющимися на гаубицах Д-20, 2С3 «Акация», МЛ-20.
- выстрелами 3ВОФ58, 3ВОФ72, 3ВОФ73 (с полным, дальнобойным и уменьшенным зарядами соответственно) с осколочно-фугасным снарядом 3ОФ45
- выстрелом 3ВОФ91 с осколочно-фугасным снарядом 3ОФ61 с газогенератором донного вдува и дальнобойным зарядом.
- выстрелами 3ВОФ96, 3ВОФ97, 3ВОФ98 (с дальнобойным, полным и уменьшенным зарядами) с осколочно-фугасным снарядом 3ОФ64.
- выстрелами 3ВОФ32, 3ВОФ33 (с полным и уменьшенным зарядами) с осколочно-фугасным снарядом 3ОФ25.
- выстрелами 3ВО28, 3ВО29, 3ВО30 (с дальнобойным, полным и уменьшенным зарядами) с кассетным снарядом 3-О-23 с кумулятивно-осколочными боевыми элементами.
- выстрелами 3ВО13, 3ВО14 (с полным и уменьшенным зарядами) с кассетным снарядом 3-О-13 с осколочными боевыми элементами.
- выстрелом 3ВНС38 со снарядом постановки КВ и УКВ радиопомех 3РБ30-1-8.
- выстрелом со снарядом-постановщиком активных радиолокационных помех 3НС30.
- выстрелом 3ВДЦ8 с дымовым целеуказательным снарядом.
- выстрелом 3ВОФ64 с корректируемым снарядом с лазерной подсветкой 3ОФ39 комплекса 2К25 «Краснополь».  (недоступная ссылка)

## ТТХ
- Калибр, мм: 152
- Максимальная дальность стрельбы, км: ОФС — 24,7; ОФС с газогенератором — 29
- Минимальная дальность стрельбы, км: 6,5
- Скорострельность, выстр./мин.: 7
- Начальная скорость ОФС при температуре заряда 15 °C, м\с: 810
- Давление в УМ при угле возвышения ствола 0° Мпа (кгс/см2): 9,5±0,5 (95±5)
- Угол возвышения, град.: −3…+70
- Угол горизонтального наведения, град.: −27…+28
- Кучность стрельбы:
  - По дальности, Вд/Х мак: 1/363
  - По боку, Вб, м: 11
- Масса ОФС, кг: 43,56
- Масса заряда (дальнобойного) кг: 12,05
- Масса гаубицы в походном положении кг: 7000
- Масса ствола кг: 2599
- Масса дульного тормоза кг: 170
- Длина гаубицы в походном положении мм: 12 700
- Ширина гаубицы: 2500
- Высота гаубицы: 2950
- Длина ствола с дульным тормозом мм: 8130
- Длина направляющей части канала ствола мм: 6184
- Число нарезов: 48
- Максимальная скорострельность, выстрел/мин: 7
- Высота линии огня мм: 1330
- Предельная длина отката на дальнобойном заряде мм: 1000
- Объём зарядной каморы, л: 16[1]
- Количество жидкости в тормозе отката, л: 17,5
- Количество жидкости в кожухе люльки, л: 10,5
- Давление жидкости в накатнике Мпа (кгс/см2): 5,5±0,25 (55±2,5)
- Количество жидкости в мультипликаторах накатника л: 1,0
- Дорожный просвет мм: 400
- Ширина колеи мм: 2150
- Время перевода гаубицы из походного положения в боевое, мин: 2—2,5
- Скорость буксирования по грунтовым дорогам км/ч: 60
- Боевой расчёт, чел.: 8[2][3]

## На вооружении
- СССР — перешли к образовавшимся после распада государствам, а именно:
- Беларусь:
  - Сухопутные войска Белоруссии — 72 единицы 2А65 на вооружении по состоянию на 2024 год[4]
  - Войска коллективной обороны — 36 единиц 2А65 на вооружении по состоянию на 2024 год[5]
- Грузия — 10 единиц 2А65 на вооружении по состоянию на 2024 год[6]
- Казахстан — 70 единиц 2А65 на вооружении по состоянию на 2024 год[7]
- Россия:
  - Сухопутные войска — 100 единиц 2А65 на вооружении и ещё 250 единиц на хранении по состоянию на 2024 год[8]
  - Береговые войска ВМФ — 50 единиц 2А65 на вооружении по состоянию на 2024 год[9]
- Туркменистан — 6 единиц 2А65 на вооружении по состоянию на 2024 год[10]
- Украина — 70 единиц 2А65 на вооружении по состоянию на 2024 год[11]

## Боевое применение
- Вторая чеченская война[12].
- Вооружённый конфликт на востоке Украины — орудия 2А65 применялись обеими сторонами конфликта[13][14][15].
- Гражданская война в Ираке — закуплены в России правительством Ирака в 2014 году для применения против ИГ[16][17].
- Гражданская война в Сирии[18][19].
- Вторжение России на Украину (2022)[20][21]

## Где можно увидеть
| Местонахождение                                                              | Изображение |
| ---------------------------------------------------------------------------- | ----------- |
| Площадь Памяти г. Новый Уренгой, Россия                                      |             |
| Парк Патриот, рядом с городом Кубинка Одинцовского района Московской области |             |

## Галерея

381-й гвардейский артиллерийский полк с гаубицами 2А65 на учениях в Ростовской области. 29 мая 2019 года.
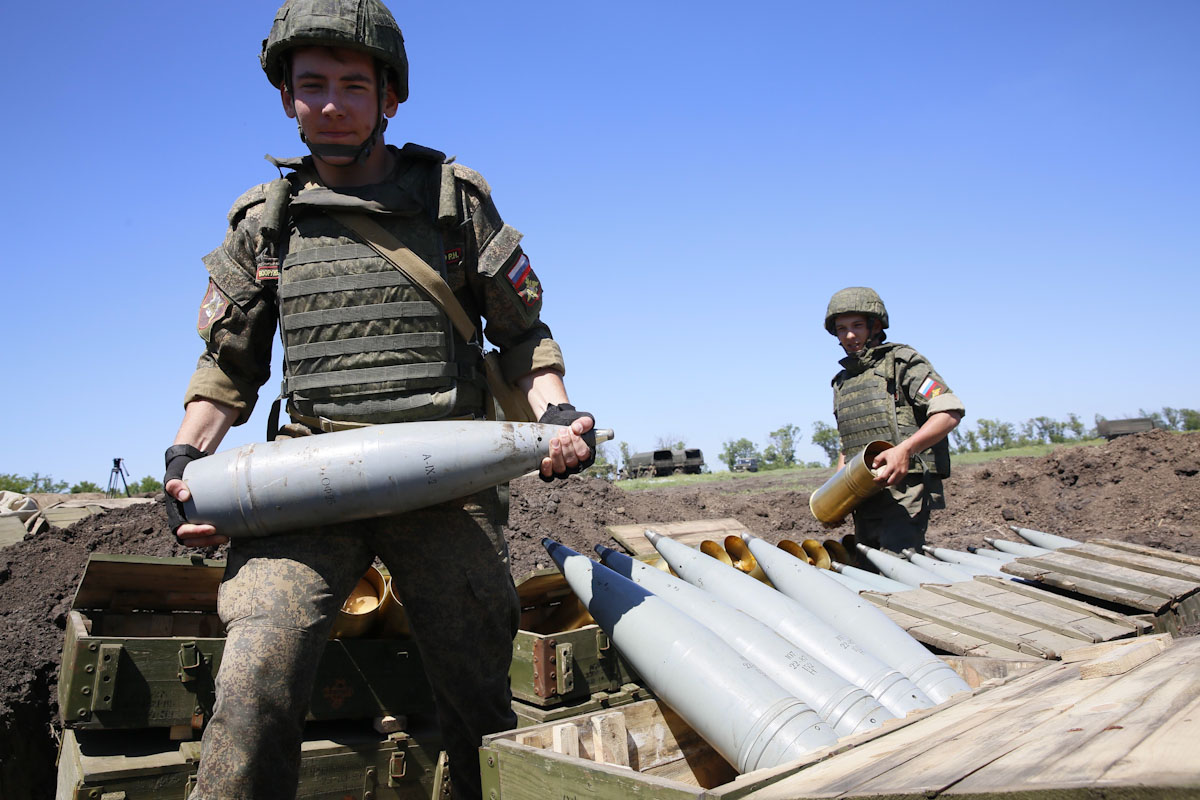
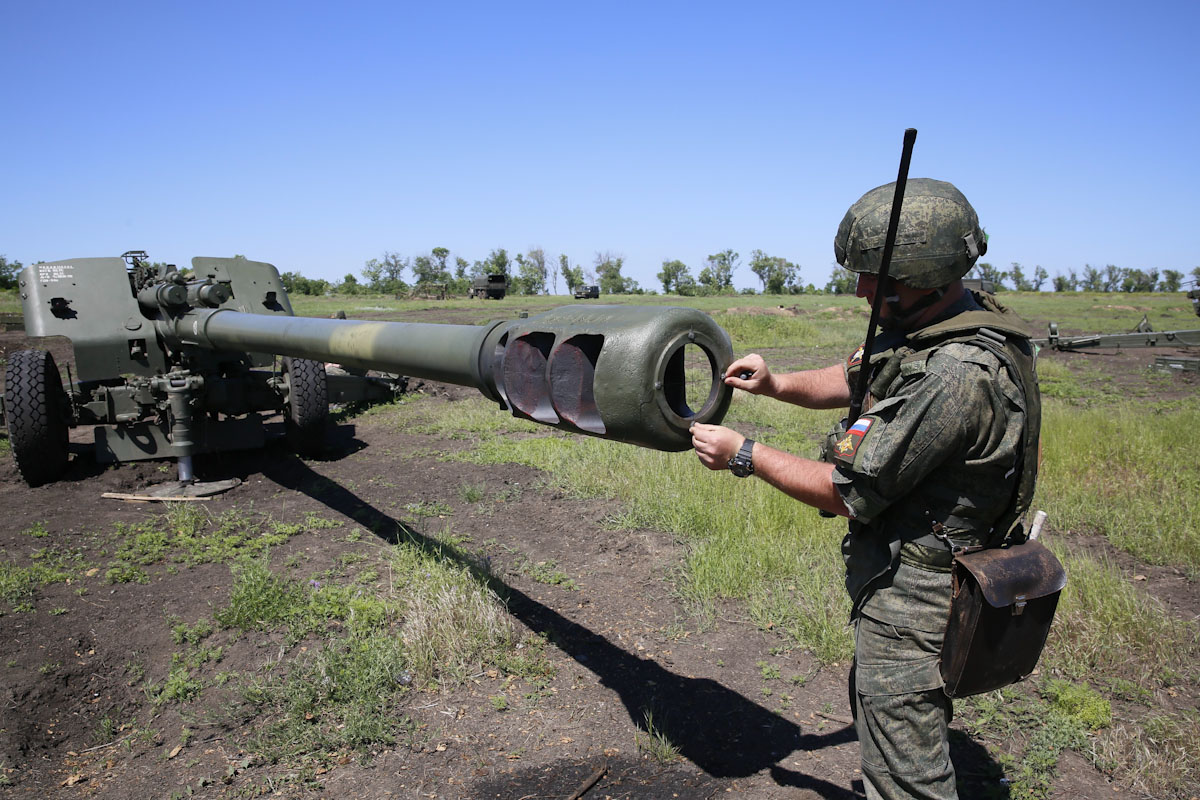
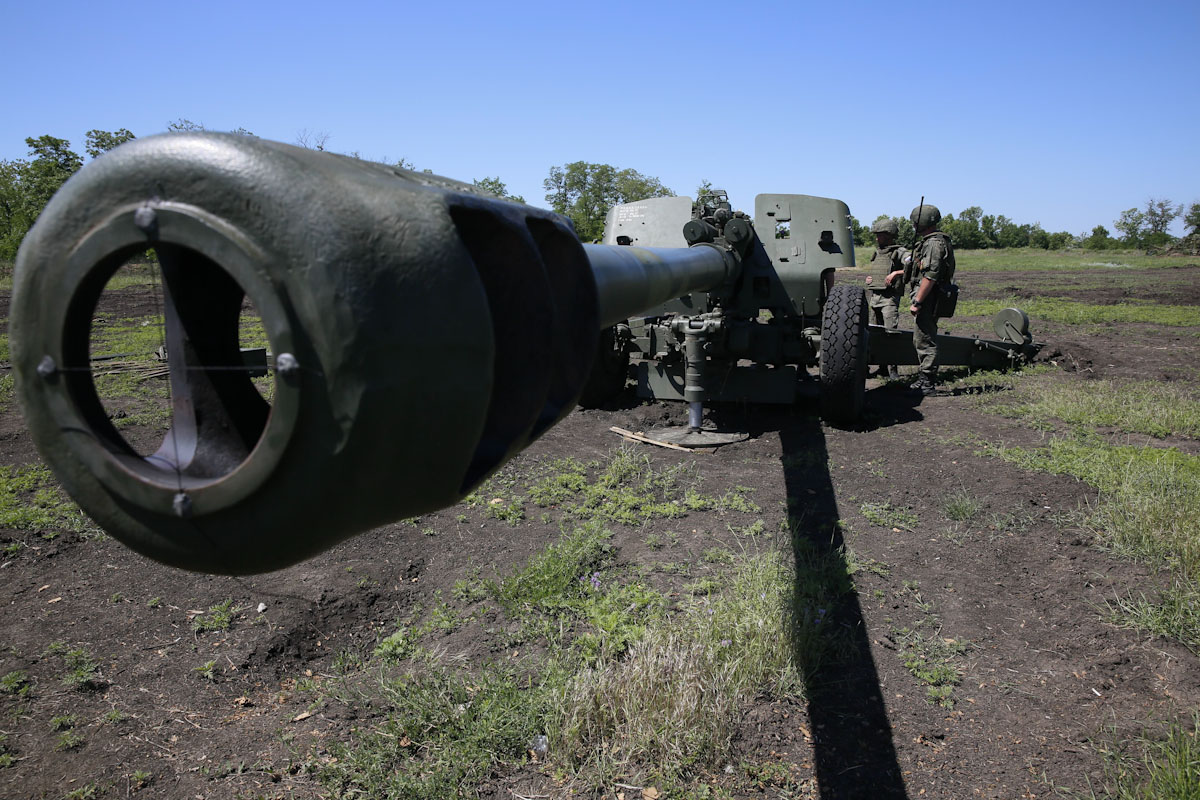
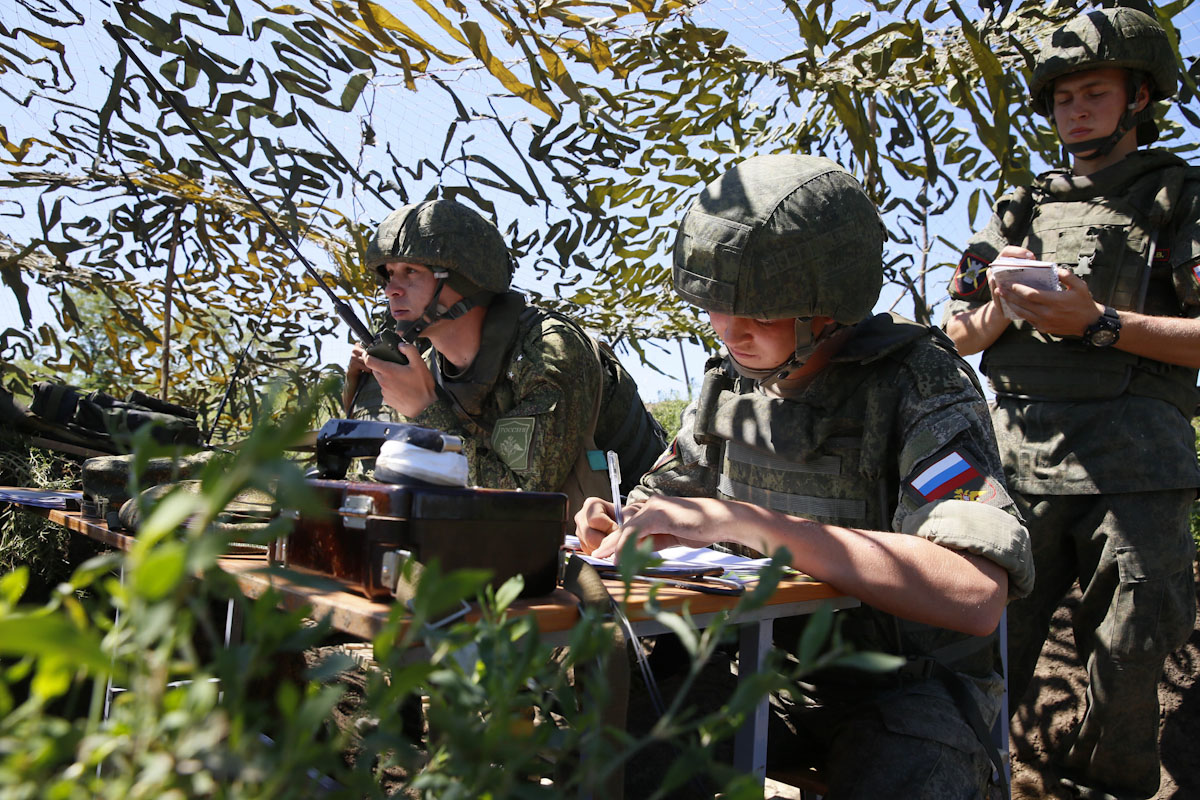
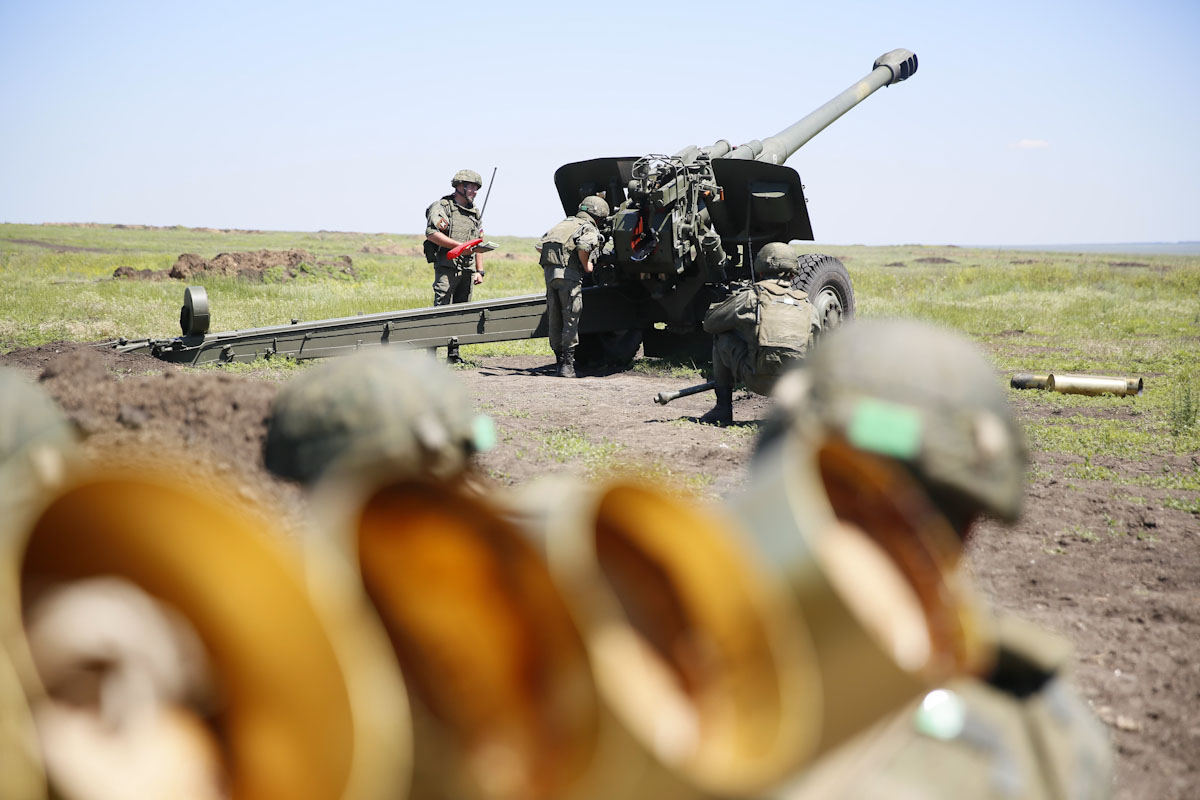
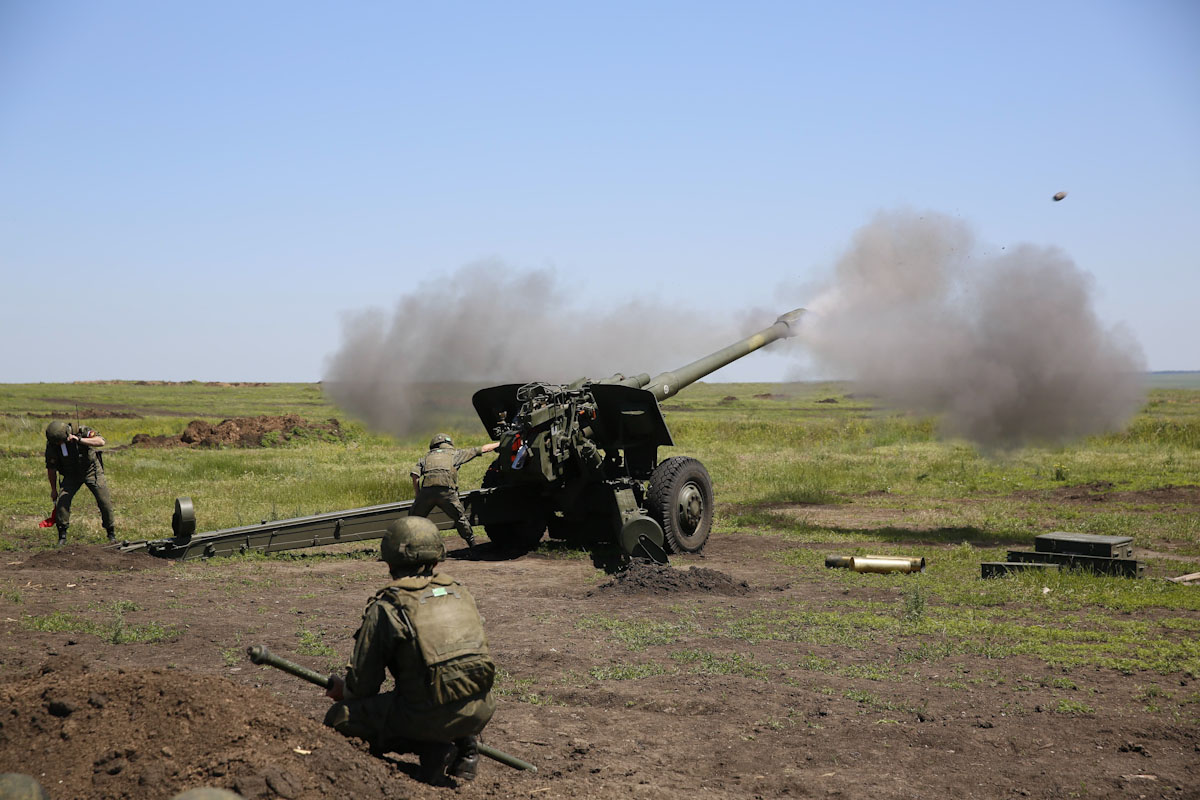
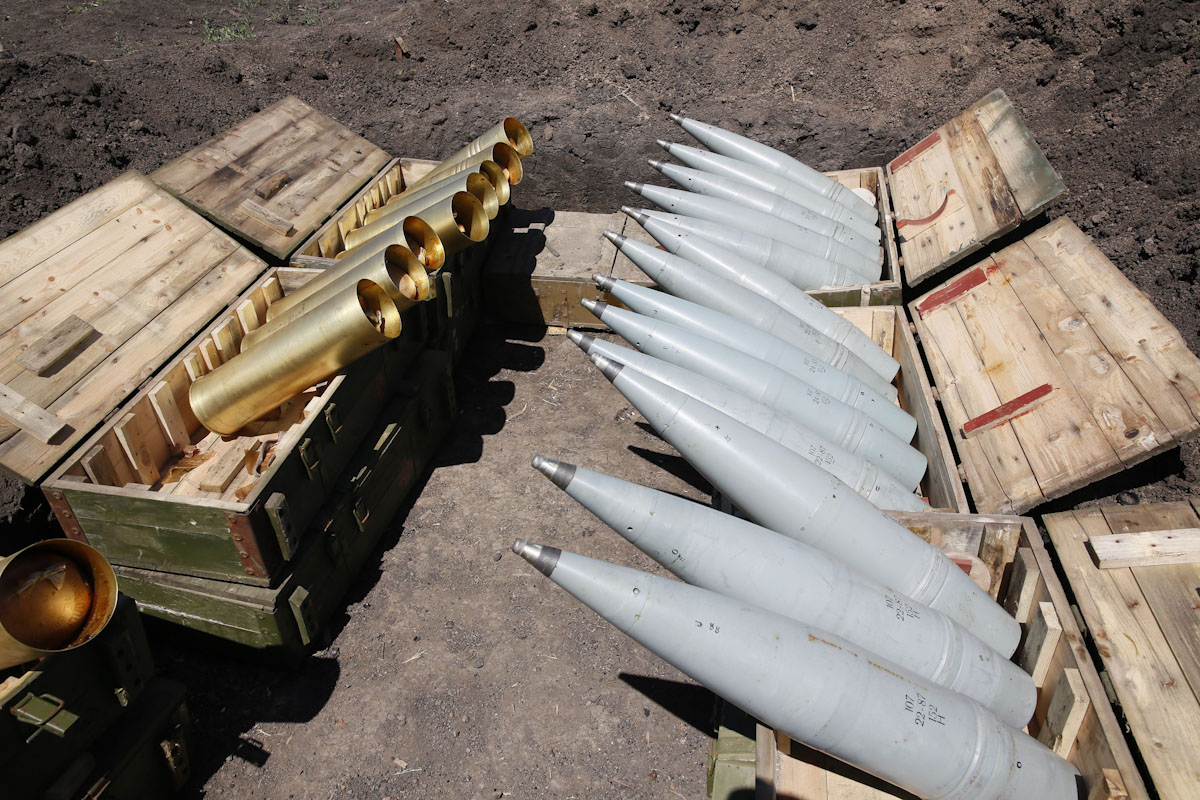
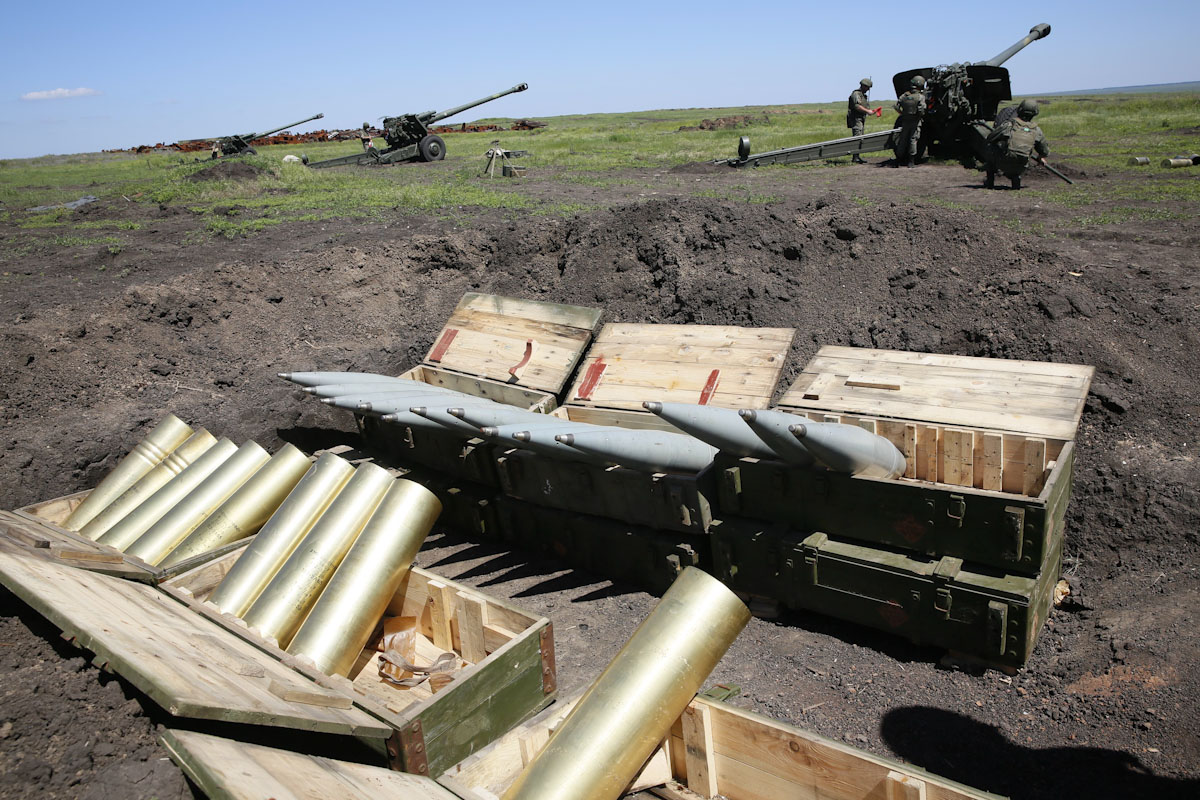
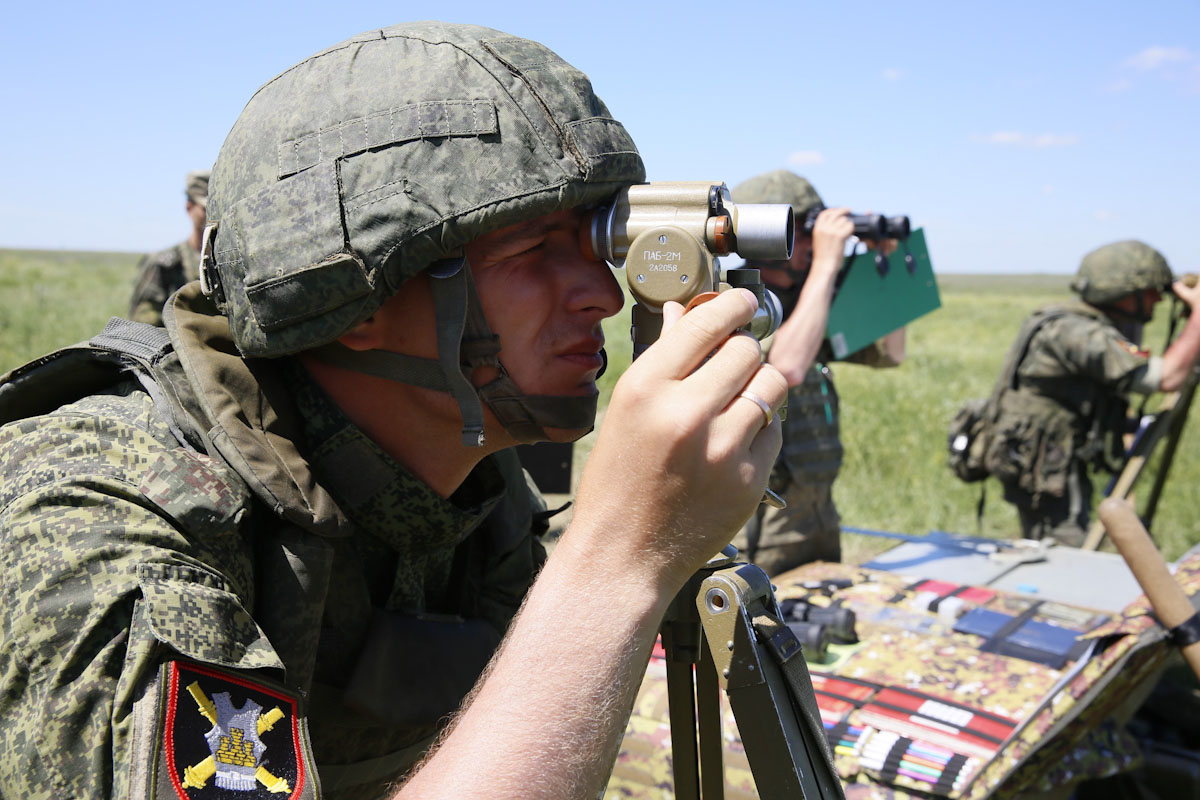
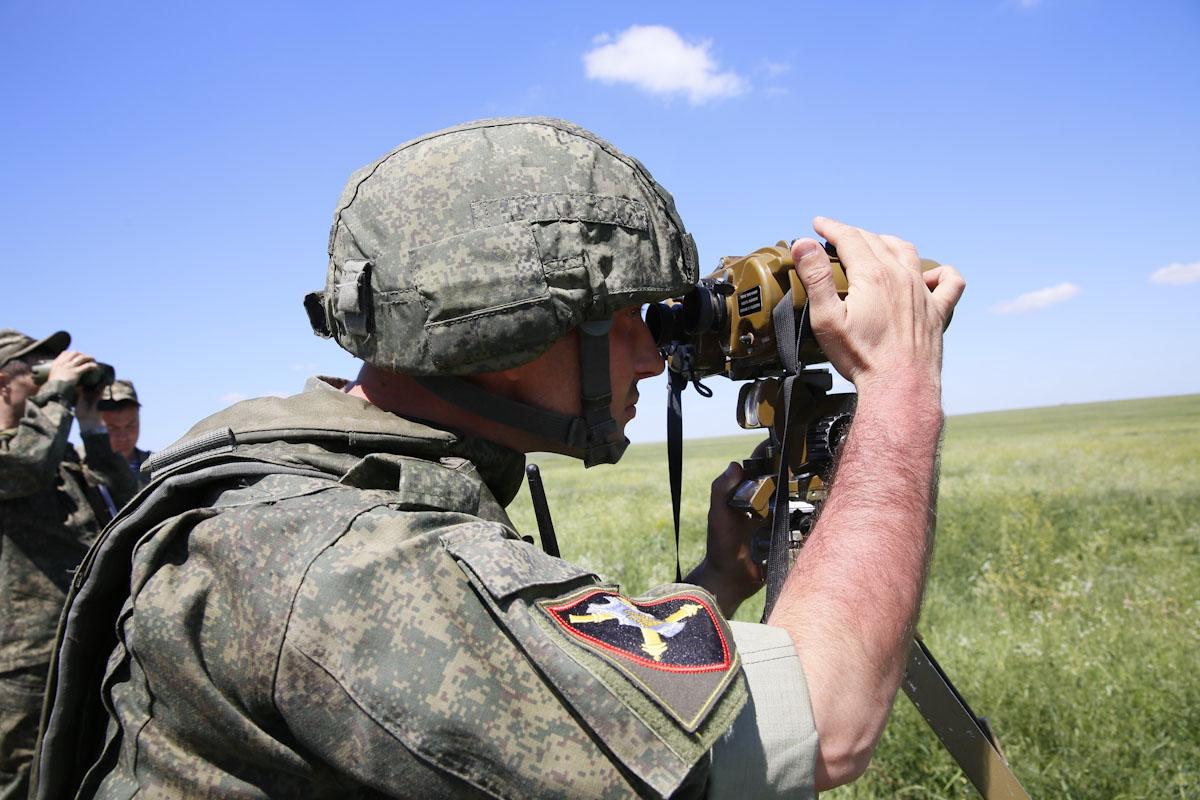
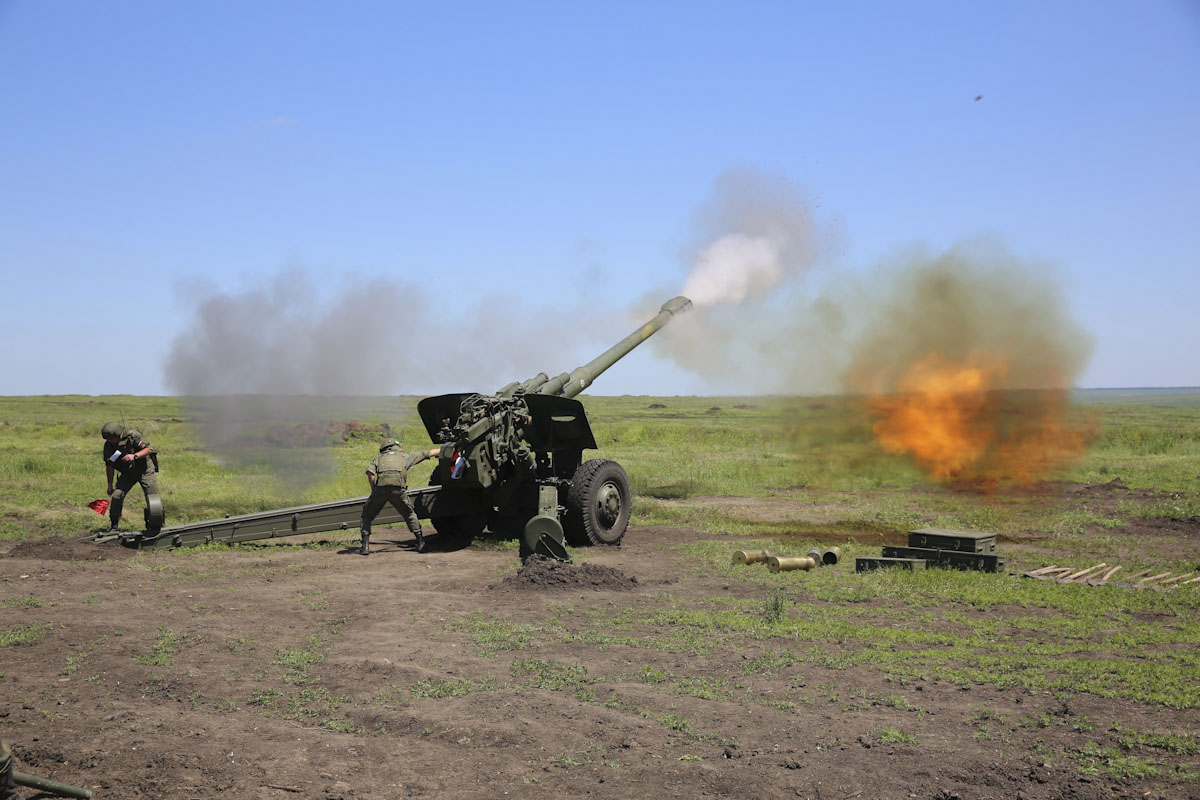
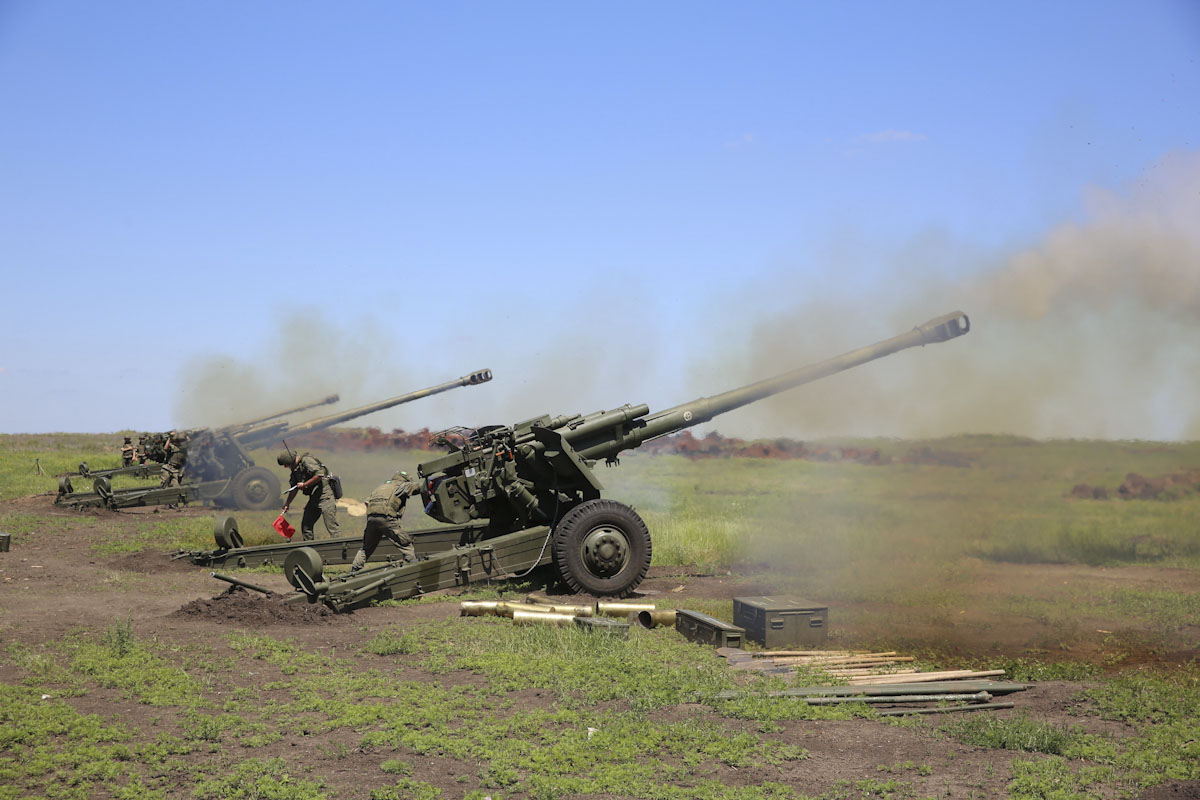
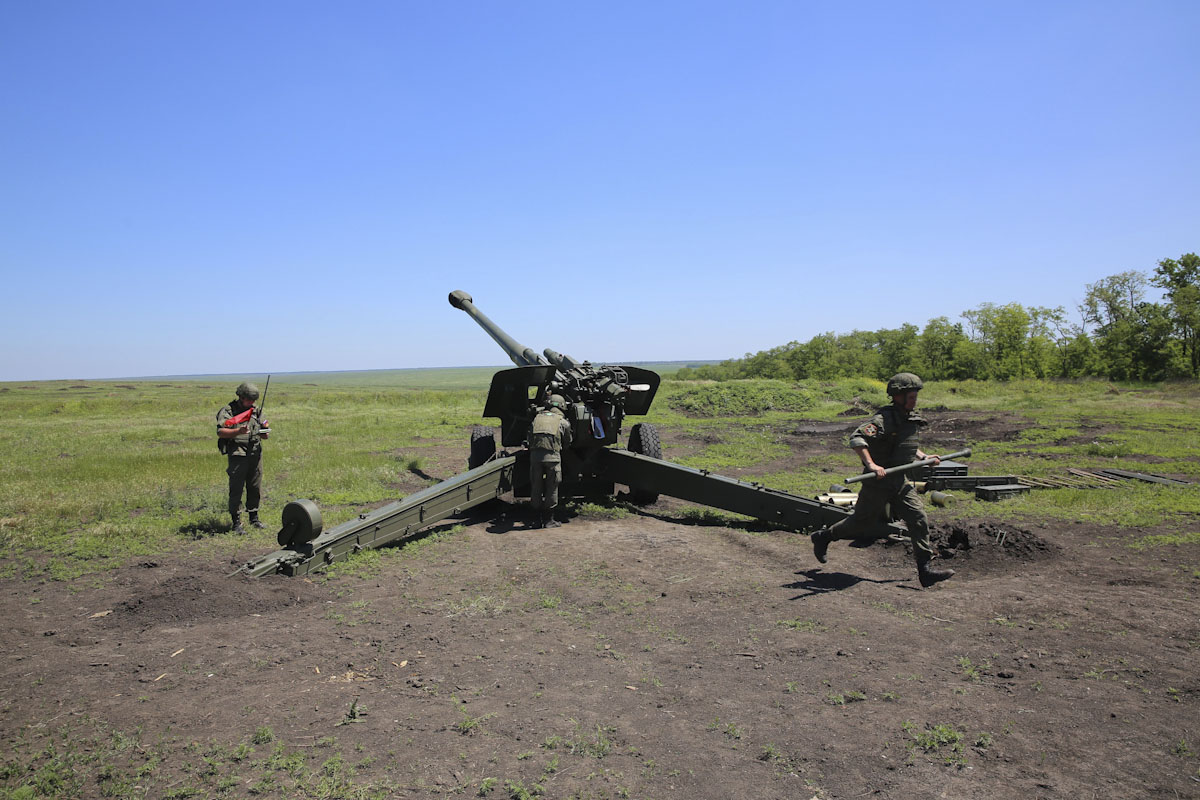
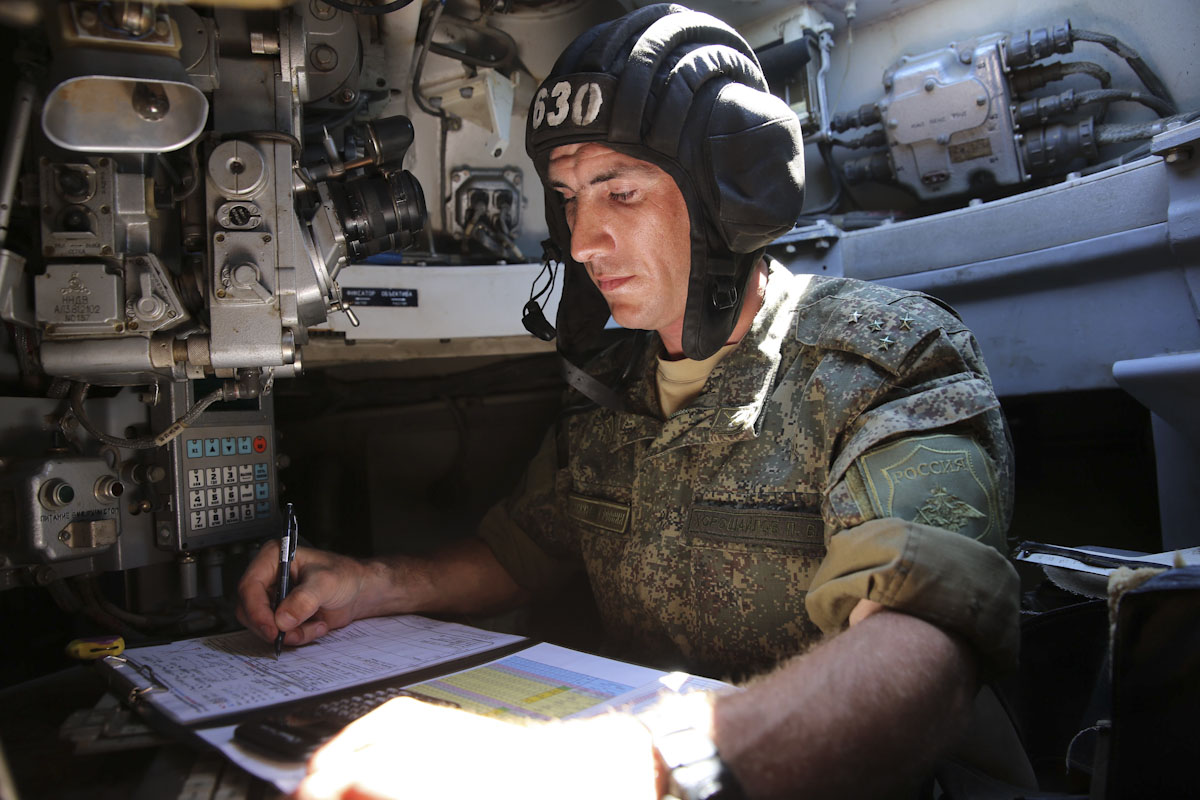